# Cazzano di Tramigna
Cazzano di Tramigna (velenceiül Cazàn de Traminja) település Olaszországban, Veneto régióban, Verona megyében. Lakosainak száma 1502 fő (2023. január 1.). Cazzano di Tramigna Colognola ai Colli, Illasi, Montecchia di Crosara, San Giovanni Ilarione, Soave és Tregnago községekkel határos.

## Népesség
A település népességének változása:
| Lakosok száma | 1513 | 1512 | 1502 |
|               | 2017 | 2018 | 2023 |